# Go-Daigo
Go-Daigo (japonsky 後醍醐天皇, Go-Daigo-tennó, 26. listopadu 1288 – 19. září 1339) byl devadesátý šestý císař Japonska v souladu s tradičním pořadím posloupnosti. V roce 1333 úspěšně svrhl šógunát Kamakura, čímž začala tři roky trvající restaurace Kenmu, během níž se císařská dynastie opět dostala k moci. To bylo až do reforem Meidži v roce 1868 naposledy, kdy měl císař skutečnou moc. Císař Go-Daigo vládl od 29. března 1318 do 18. září 1339.
Princ, jehož osobní jméno (imina) před nástupem na Chryzantémový trůn znělo Takaharu-šinnó (尊治親王), byl druhým synem 91. císaře Go-Udy z linie Daikakudži (大覚寺). Toto označení pocházelo od šingonského chrámu Daikakudži, který byl klášterním sídlem císaře Go-Udy.. Jeho starší bratr byl císař Go-Nidžó. Svoje posmrtné jméno si princ Takaharu vybral osobně na počest 60. císaře Daiga z 9. století, jehož období přímého panování Endži (延喜) považoval za svůj ideál. Výraz go- (後) se doslovně překládá jako „pozdější“. Go-Daigo tedy může být označován jako „pozdější císař Daigo“. Jelikož se japonské go v některých starších pramenech rovněž překládalo ve významu „ten druhý“, mohl by tento císař být také označován jako Daigo druhý či Daigo II.

## Události za Go-Daigova života
Roku 1308, po smrti 94. císaře Go-Nidžóa, usedl po vedením vlády šógunátu Kamakura na Chryzantémový trůn teprve 12letý císař Hanazono a jeho bratranec princ Takaharu se stal korunním princem.
Dne 29. března 1318, v 11. roce své vlády, císař Hanazono abdikoval a císařem se stal 2. syn dřívějšího císaře Go-Udy. Krátce nato nový císař usedl na trůn.
Poté co roku 1324 vyšel najevo Go-Daigův plán na svržení šógunátu, se šógunátní vláda v takzvaném incidentu Šóčú tvrdě vypořádala s císařovým důvěrníkem Suketomem Hinem. Další císařovy plány na svržení kamakurského šógunátu vyzradil v roce 1331 jeho nový důvěrník Sadafusa Fudžiwara. Rozhořela se tak občanská válka označovaná jako válka Genkó (元弘の乱), která trvala až do roku 1333. Císaři se podařilo prchnout před šógunátními vojsky z Kjóta i s Třemi posvátnými poklady, jež ukryl na odlehlém hradě Kasagijama (dnes ve městě Kasagi v prefektuře Kjóto). Nato zde shromáždil vojsko proti šógunátu. Následujícího roku však nepřítel hrad dobyl a Go-Daigo byl poslán do vyhnanství na souostroví Oki v dnešní prefektuře Šimane. Na stejné místo byl v roce 1221 po povstání Džókjú vypovězen i císař Go-Toba.
V roce 1333 se Go-Daigovi podařilo za pomoci Nagatošiho Nawy uprchnout z ostrovů Oki, načež shromáždil na hoře Sendžó v provincii Hóki (dnes ve městě Kotoura v prefektuře Tottori) vojsko. Šógunátní vláda proti němu vyslala generála klanu Hódžó Takaudžiho Ašikagu. Ten však, místo aby císařovo vojsko zničil, jak mu velel rozkaz, se přidal na Go-Daigovu stranu. Ašikaga zaútočil na náčelníky šógunátu Kamakura v Kjótu a donutil je uprchnout na východ. Hned poté oblehl samuraj Jošisada Nitta se svým vojskem na východě hlavní město šógunátu Kamakuru. Poté co mu město konečně padlo do rukou, uprchl regent šógunátu Takatoki Hódžó do chrámu klanu Hódžó Tóšódži, kde s celou svojí rodinou spáchal rituální sebevraždu (seppuku). To ukončilo moc klanu Hódžó a otevřelo cestu k novému vojenskému režimu, šógunátu Ašikaga.
Po svém triumfálním návratu do Kjóta převzal Go-Daigo od císaře Kógona trůn a zahájil restauraci Kenmu. Zdánlivě šlo o obnovení starých způsobů, ale staronový císař ve skutečnosti pošilhával po podobném druhu císařské diktatury, jako byla vláda čínského císaře. Chtěl Číňany napodobit ve všech ohledech a stát se nejmocnějším vládcem Východu. Uspěchané reformy, spory o pozemková práva a vyloučení samurajů z politického uspořádání vyvolaly celou řadu stížností, takže se Go-Daigův politický řád začal rozpadat. V roce 1335 se vzbouřil Takaudži Ašikaga, který se, aniž k tomu obdržel císařský dekret, vydal do východního Japonska, aby potlačil povstání Nakasendai vedené Tokijukim Hódžóem, synem regenta Takatokiho Hódžóa, jež mělo opětovně nastolit kamakurský šógunát. Go-Daigo nařídil Jošisadovi Nittovi, aby Ašikagu vypátral a zničil. Takaudži Ašikaga však Nittu porazil v bitvě u Takenošity. Císařští velitelé Masašige Kusunoki a Akiie Kitabatake ale Ašikagovu armádu rozdrtili. Poražený Takaudži Ašikaga byl nucen uprchnout na Kjúšú. Následujícího roku však opět shromáždil svoji armádu a znovu táhl na Kjóto. Masašige Kusunoki navrhoval císaři, aby se s Ašikagou usmířil, to však Go-Daigo odmítl. Nařídil Kusunokimu a Nottovi, aby Takaudžiho Ašikagu zničili. V bitvě u Minatogawy 5. července 1336 však bylo císařské vojsko poraženo. 
Takaudži Ašikaga poté vstoupil v čele své armády opět do Kjóta a prohlásil, že císař Go-Daigo svůj trůn prohrál. Na jeho místo pak dosadil vlastního kandidáta, Kógonova mladšího bratra prince Jutahita (豊仁) jako císaře Kómjóa (光明天皇). Násilně tak ukončil restauraci Kenmu. Sesazený císař Go-Daigo se však odmítl smířit s obsazením Kjóta a uprchl do chrámu Enrjakudži na hoře Hiei na severovýchodě města. Nicméně ve snaze o usmíření poslal vítězné straně Japonské císařské regálie. Dosazením nového císaře a vydáním Zákoníku Kenmu zahájil Takaudži Ašikaga oficiálně svůj šógunát. Tento akt rozdělil císařskou rodinu na dva znepřátelené tábory ─ na Ašikagou podporovaný Severní dvůr, který sídlil v Kjótu, a na Jižní dvůr, jenž sídlil v Jošinu a v jehož čele stál Go-Daigo a jeho pozdější nástupci.

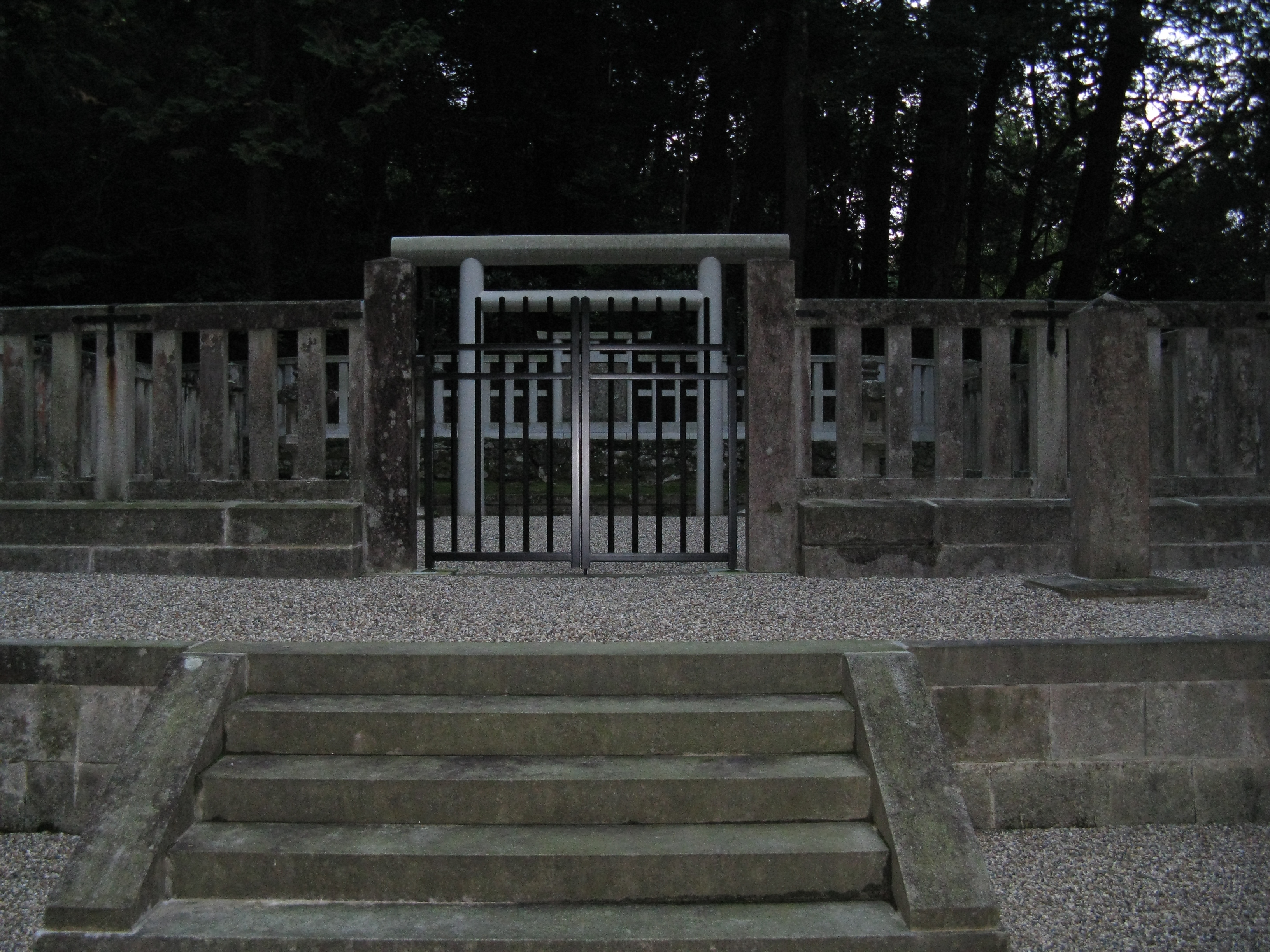
Pamětní šintoistická svatyně a mauzoleum na počest císaře Go-Daiga

V lednu 1337 uprchl bývalý císař Go-Daigo z hlavního města, protože císařské regálie, které poslal vítězi, byly padělky. Mezi horami, při hřebenu Jošino ve střední části prefektury Nara poté založil město Jošino, které se stalo sídlem Jižního dvora. 
„Jižní císař“ Go-Daigo vyslal své syny po celém Japonsku, například prince Kanejošiho na Kjúšú či Jošisadu Nittu s princem Cunejošim do oblasti Hokuriku, aby mohli lépe čelit Severnímu dvoru.  
Roku 1338 ustanovil „severní císař“ Kómjó Takaudžiho Ašikagu šógunem, čímž stvrdil existenci šógunátu Ašikaga.
Dne 18. září 1339 císař Go-Daigo po 21 letech vlády v Jošinu abdikoval ve prospěch svého syna Norijošiho (義良親王), který se posléze stal císařem Go-Murakamim. Den nato, 19. září 1339, Go-Daigo zemřel.
Místo, kde byl císař Go-Daigo pohřben, je známé. Císař je tradičně uctíván v pamětní šintoistické svatyni (misasagi) v Naře. Úřad pro záležitosti japonského císařského dvora stanovil toto místo jako císařovo mauzoleum, takže nese formální jméno Tó-no-o no misasagi.

## Genealogie

### Chotě a děti

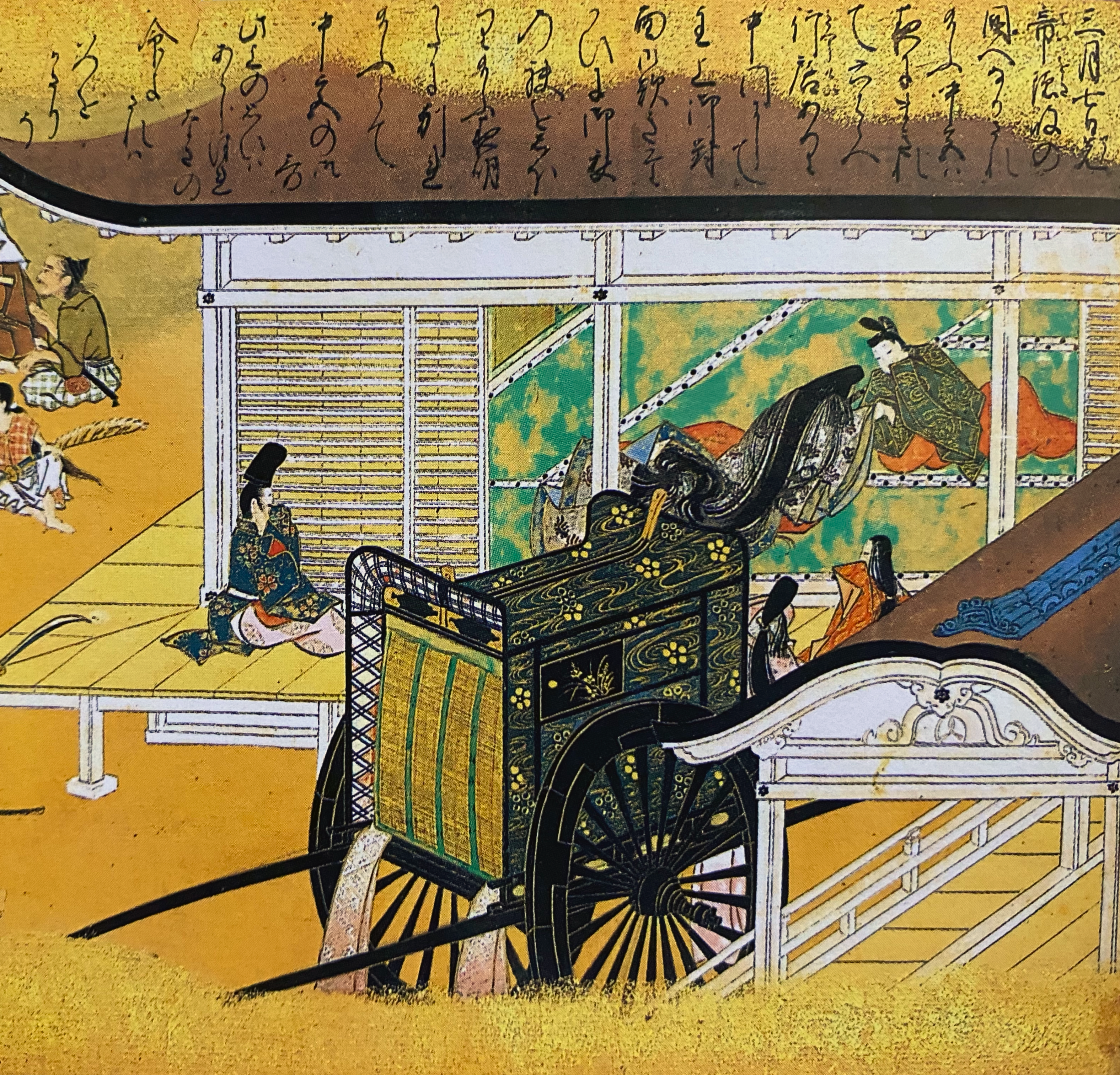
Císařovna Kiši a císař Go-Daigo

- Císařovna (čúgú): Kiši Saiondži (西園寺禧子), později císařovna vdova Go-Kjógoku-in (後京極院), dcera Sanekaneho Saiondži
  - Princezna  (* 1314)
  - Druhá dcera: císařská princezna Kanši (懽子内親王, 1315–1362), později císařovna vdova Senseimon-in (宣政門院), saiō ve svatyni Ise; později provdaná za císaře Kógona

- Císařovna (čúgú): císařská princezna Džunši (珣子内親王), později císařovna vdova Šin-Muromači-in (新室町院), dcera císaře Go-Fušimi
  - Císařská prncezna Sačiko (幸子内親王, * 1335)

- Njógo: Eiši Fudžiwara (藤原栄子), také Anfuku-dono (安福殿), dcera Mičihiry Nidžó

- Dvorní dáma: Čikako Fudžiwara (藤原親子), také Čúnagon-tendži (中納言典侍), dcera Munečika Icucudži
  - Jedenáctý syn: císařský princ Micujoši (満良親王)

- Dvorní dáma: Dainagon'nosuke, dcera Morošige Kitabatake

- Dvorní dáma: Shin-Ansatsu-tenji (新按察典侍), dcera Jasufudži Džimjoin

- Dvorní dáma: Soči-no-suke (帥典侍讃岐)

- Dvorní dáma: Koto no Naiši (勾当内侍), dcera Cunafusy Saiondži
  - Princezna

- Dvorní dáma: Naiši Šóšó (少将内侍), dcera Arinaky Sugawary
  - Císařský princ Seidžo (聖助法親王) – hlavní kněz Ondžó-dži

- Dvorní dáma: Renši Fudžiwara (藤原廉子/阿野廉子), později císařovna vdova Šin-Taikenmon-in (新待賢門院, 1301–1359), dcera Kinkada Ana
  - Císařský princ Cunenaga (také Cunejoši) (恒良親王)
  - Císařský princ Narijoši (také Narinaga) (成良親王)
  - Císařský princ Norijoši (義良親王), později císař Go-Murakami
  - Císařská princezna Šoši (祥子内親王) – saió ve svatyni Ise 1333–1336; později jeptiška v Hóan-dži
  - Císařská princezna Iši (惟子内親王) – jeptiška v Imabajaši
  - Spekulována – císařská princezna Noriko (憲子内親王), později císařovna vdova Šinsenjó-mon-in (新宣陽門院)

- Dvorní dáma: Čikako Minamoto (源親子), dcera Moročika Kitabatake
  - Císařský princ Morijoši (nebo Morinaga) (護良親王) – hlavní kněz Enrjakudži (Tendai-zasu, 天台座主) (buddhistické jméno: princ Son'un, 尊雲法親王)
  - Císařský princ Kóšó (恒性, 1305–1333) – kněz
  - Císařská princezna Hiši (妣子内親王) – jeptiška v Imabajaši
  - Princezna – provdaná za Motocugu Konoe (později se rozvedli)
  - Císařský princ Sonšo (尊性法親王)

- Dvorní dáma: Iši/Tameko Nidžó (藤原為子, † cca 1311–12), dcera Tamejo Nidžó 
  - Císařský princ Takanaga (také Takjoši) (尊良親王)
  - Císařský princ Munenaga (také Munejoši) (宗良親王) – hlavní kněz Enrjakudži (Tendai-zasu, 天台座主) (buddhistické jméno: princ Sončó, 尊澄法親王)
  - Císařská princezna Tamako (瓊子内親王, 1316–1339) – jeptiška
  - Princezna

- Njógo: Džisši Fudžiwara (実子), dcera Saneo Tóin
  - Princezna

- Dvorní dáma: Šuši/Moriko Fudžiwara (藤原守子, 1303–1357), dcera Sanejasu Tóin (洞院実泰)
  - Císařský princ Gen'en (玄円法親王, † 1348) – hlavní kněz Kófuku-dži
  - Císařský princ Saikei (最恵法親王) – kněz v Mjóhó-in

- Princezna: císařská princezna Kenši (憙子内親王, 1270–1324), později císařovna vdova Šókeimon'in (昭慶門院), dcera císaře Kamejamy
  - Mumon Gensen (無文元選, 1323–1390) – zakladatel Hókó-dži v Šizuoce

- Dvorní dáma: Mičiko Fudžiwara (二条道子), také Gon-no-Dainagon no Sammi no Cubone (権大納言三位局, d. 1351), později Reišo-in (霊照院), dcera Tamemiči Nidžó
  - Císařský princ Hónin (法仁法親王, 1325–1352) – kněz v Ninna-dži
  - Princ Kanejoši (také Kanenaga) (懐良親王, 1326–1383) – Seisei Taišógun (征西大将軍) 1336–?
  - Princezna

- Dvorní dáma: Cubone Ičidžó (一条局), později Júgimon'in (遊義門院), dcera Sanetošiho Saindži
  - Císařský princ Tokijoši (také Jojoši) (世良親王) (cca 1306 – 1330)
  - Císařský princ Džóson (静尊法親王) (císařský princ Keison, 恵尊法親王) – kněz v Šógoin (聖護院)
  - Císařská princezna Kinši (欣子内親王) – jeptiška v Imabajaši

- Dvorní dáma: Naiši Šónagon (少納言内侍), dcera Takasuke Šidžó
  - Sonšin (尊真) – kněz

- Njógo: Dainagon-no-cubone (大納言局), dcera Saneakiry Ogimači 
  - Císařská princezna Naoko (瑜子内親王)

- Njógo: Saemon-no-kami-no-cubone (左衛門督局), dcera Tametdy Nidžó
  - Jeptiška v Imabajaši

- Dvorní dáma: Gon-no-Chūnagon no Tsubone (権中納言局), dcera Kinjasu Sandžó
  - Císařská princezna Sadako (貞子内親王)

- Njógo: dcera Sadafusy Jošidy

- Njógo: Bómon-no-cubone (坊門局), dcera Kiyotady Bomona
  - Princezna (Jódó?)

- Njógo: dcera Mototoma Horikawy
  - Princezna

- Njógo: Minamoto-no-Jasuko (源康子), také Asukai-no-cubone (飛鳥井局), později Enseimon'in Harima (延政門院播磨), dcera Minamoto-no-Jasutoki

- Njógo: Wakamizu-no-cubone (若水局), dcera Minamoto-no-Jasutoki

- Njógo: dcera Sadajoši Horiguči
  - Dcera prodvaná za Munemasu Jošimizu

- Dvorní dáma: Cubone Konoe (近衛局), později Šókunmon'in (昭訓門院)
  - Princ Tomojoši (知良王)

- (Neznámá žena)
  - Jódó († 1398) – 5. hlavní jeptiška Tokei-dži
  - Manželka Rokudžó Arifusy
  - Rjosai Rjusen (竜泉令淬, † 1366)
  - Kenkó (賢光)

Go-Daigo měl nějaké další princezny od některých dvorních dam.